# آنتونلا فاساری
آنتونلا فاساری (به ایتالیایی: Antonello Fassari؛ زادهٔ ۴ اکتبر ۱۹۵۲ – درگذشتهٔ ۵ آوریل ۲۰۲۵) بازیگر اهل ایتالیا بود.
از جمله فیلم‌ها یا برنامه‌های تلویزیونی‌ای که وی در آن‌ها نقش داشته‌است، می‌توان به مردم رم، بیماری تاریک، و اینک سکس، سوبورا و دلسوزی برای شاه‌میگو اشاره‌کرد.

## درگذشت
فاساری در ۵ آوریل ۲۰۲۵، در سن ۷۲ سالگی در رم، ایتالیا درگذشت.